# Furacão Douglas (2020)
O furacão Douglas foi um forte ciclone tropical que se tornou o furacão mais próximo da ilha de Oahu, ultrapassando o recorde anterior do furacão Dot em 1959 . O oitavo ciclone tropical, a quarta tempestade nomeada, o primeiro furacão e o primeiro grande furacão da atual temporada de furacões do oceano Pacífico de 2020, Douglas originou-se em meados de julho de uma onda tropical que entrou na bacia. Em 19 de julho localizada em condições favoráveis a onda começou a organizar-se. Tornou-se uma depressão tropical em 20 de julho e uma tempestade tropical no dia seguinte. Depois de se estabilizar como uma forte tempestade tropical devido ao ar seco, em 23 de julho Douglas começou a intensificar-se rapidamente , tornando-se o primeiro grande furacão da temporada no dia seguinte e atingindo o pico como um furacão de categoria 4. Depois de se mudar para a bacia do Pacífico Central, Douglas enfraqueceu lentamente ao se aproximar do Havaí. A tempestade mais tarde passou ao norte das ilhas principais como um furacão de categoria 1, passando perigosamente perto de Oahu e Kauai. Douglas caiu para o status de tempestade tropical em 28 de julho quando se afastou do Havaí, antes de se dissipar um dia depois.
Apesar da sua imensa força e a proximidade com o Havaí, Douglas causou prejuízos mínimos nas ilhas e nenhum ferimento ou morte foi relatado.

## História meteorológica
A formação de Douglas teve início no dia 19 de julho em associação com uma onda tropical localizada na porção central da bacia. Esta onda tropical foi localizada mais a leste e em um ambiente ligeiramente mais favorável do que outra onda tropical a seu leste, que mais tarde se tornou a Depressão Tropical Sete-E.  Com grandes explosões convectivas ocorrendo repetidamente perto da circulação, a onda tornou-se mais organizada durante o dia e as chances de desenvolvimento aumentaram gradualmente. Essa organização foi seguida por uma passagem de dispersômetro que indicou que o sistema tinha uma circulação de baixo nível fechada e bem definida, indicando que o sistema se desenvolveu muito rapidamente. Assim, o primeiro alerta foi emitido no sistema como depressão tropical Oito-E às 15:00 UTC em 20 de julho. Esta rápida evolução da tempestade continuou, e um pequeno, mas definido, nublado central denso tornou-se evidente nas imagens de satélite. Isso, junto com estimativas crescentes de satélites, permitiu que o Centro Nacional de Furacões atualizasse a depressão para a tempestade tropical Douglas às 03:00 UTC de 21 de julho.
Um pequeno ciclone, Douglas continuou a tirar proveito do seu ambiente favorável e intensificou-se continuamente. Bandas bem definidas desenvolveram-se no lado oeste da tempestade, enquanto as tempestades próximas ao centro formaram uma cabeça de vírgula. Na época, o movimento de sudoeste de Douglas foi amplamente influenciado por fortes cristas de nível médio ao norte. No entanto, o pequeno tamanho de Douglas e esse movimento permitiram que uma entrada moderada de ar seco fosse arrastado para a circulação. Como resultado, a intensificação parou durante grande parte do dia 22 de julho, e as tempestades de Douglas começaram a diminuir lentamente. Depois de misturar com sucesso o ar seco de nível médio do núcleo do sistema, Douglas recuperou-se rapidamente. A convecção se desenvolveu novamente e um olho irregular tornou-se brevemente evidente nas imagens de satélite, indicando que Douglas havia se fortalecido até atingir a intensidade de um furacão.  Isso marcou a quarta última data registada em que o primeiro furacão se formou em uma temporada, igualando o recorde do furacão Celia (2004) .  Logo ficou claro que Douglas estava entrando em uma fase de rápida intensificação quando um anel de intensas tempestades se formou ao redor de um olho aquecido. Douglas saltou para o status de grande furacão à medida que a rápida intensificação continuou e a tempestade tornou-se maior. A intensificação diminuiu ligeiramente com o passar do dia, mas o olho antes irregular tornou-se muito quente e simétrico, indicando que a tempestade havia entrado em um estado mais estável. Apesar disso, um novo crescimento da parede do olho começou e Douglas atingiu seu pico de intensidade como um furacão de categoria 4 às 21:00 UTC em 23 de julho.
Em 24 de julho, imagens visíveis revelaram que os olhos de Douglas estavam cada vez mais cheios de nuvens enquanto a aparência geral do satélite da tempestade se degradava. Douglas entrou na área de responsabilidade do Centro de Furacões do Pacífico Central às 21:00 UTC de 24 de julho. À medida que Douglas flutuava sobre temperaturas mais frias da superfície do mar, mais enfraquecimento se seguiu à medida que o sistema continuava para noroeste. Douglas finalmente caiu abaixo do status de grande furacão no final de 24 de julho, e enfraqueceu para um furacão de categoria 1 cerca de 12 horas depois. Na época, Douglas estava localizado a cerca de 325 milhas a leste de Hilo, no Havaí . Douglas continuou a se aproximar lentamente das ilhas havaianas, mantendo a sua intensidade, antes de enfraquecer ainda mais ao passar ao norte da Ilha Grande. No entanto, a tempestade permaneceu em condições bastante saudáveis, apesar de estar entre as temperaturas frias da superfície do mar e vento forte perto do Havaí.  Douglas passou ao norte de Maui às 1:00 UTC de 27 de julho, Oahu às 7:00 UTC e Kauai às 22:00 UTC. Douglas 'passe perto de apenas 30 milhas (48 km) ao norte de Oahu quebrou o recorde anterior estabelecido pelo furacão Dot de ciclone tropical de passagem mais próxima da ilha, enquanto Dot passou cerca de 60 milhas (97 km) sudoeste de Oahu. Após se afastar de Kauai, Douglas brevemente se intensificou novamente, conforme confirmado pelo reconhecimento. No entanto, o fortalecimento durou muito pouco, já que o cisalhamento do vento rapidamente deslocou a convecção profunda da circulação da tempestade. Douglas enfraqueceu para uma tempestade tropical logo depois, e eventualmente se tornou pós-tropical em 29 de julho. No final de 30 de julho a baixa pós-tropical de Douglas entrou na bacia do Pacífico Ocidental.

## Preparações e impacto

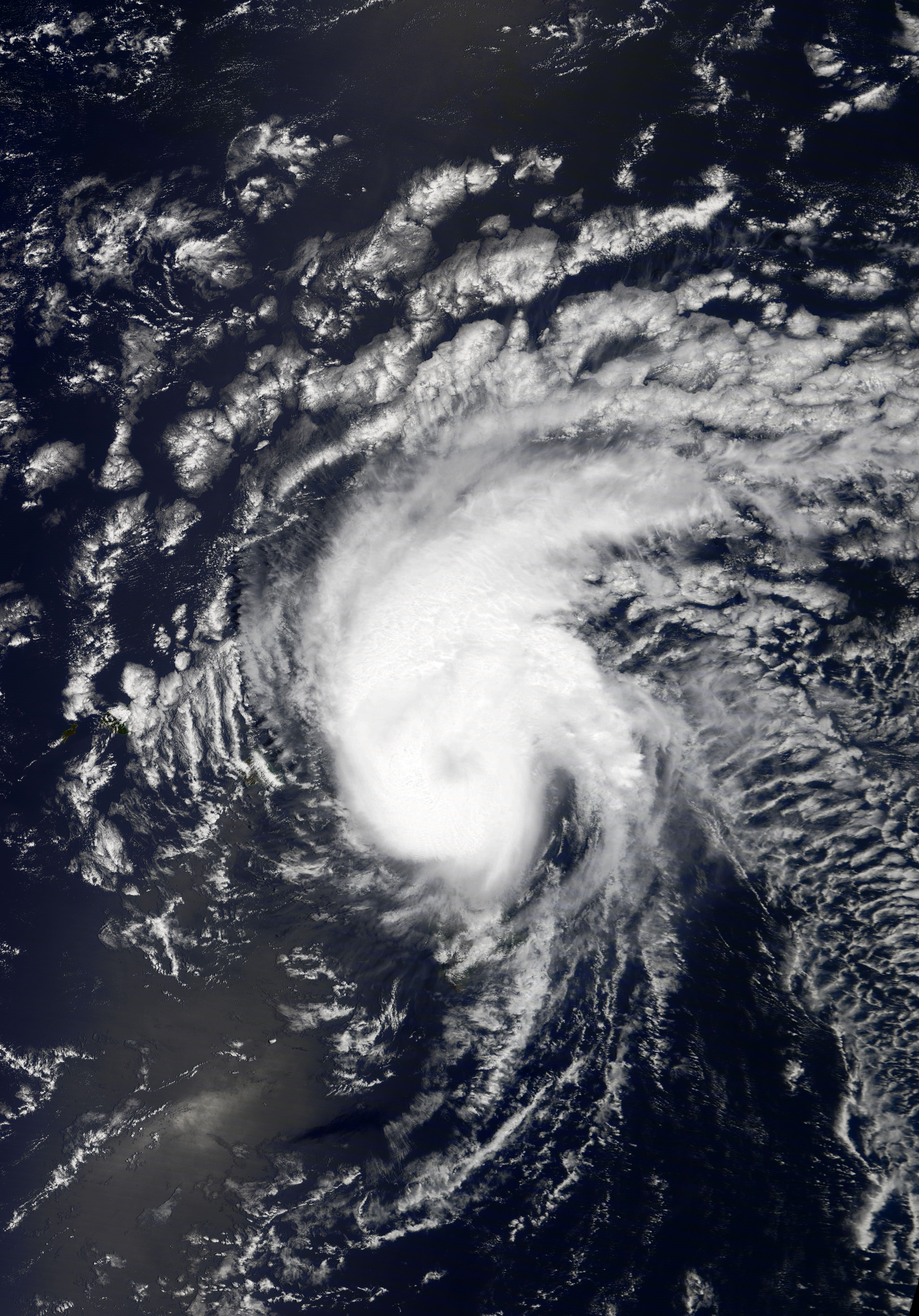
Furacão Douglas passando ao norte das Ilhas Havaianas em 26 de julho

Em 24 de julho em preparação para a chegada de Douglas ao Havaí, alertas de furacão foram emitidas para Big Island e Maui. Um dia antes, o governador do Havaí, David Ige, emitiu uma proclamação de emergência antes do desembarque, enquanto o estado se preparava para possíveis impactos do furacão Douglas. A proclamação autorizou o dispêndio de fundos estaduais para o alívio rápido e eficiente dos danos, perdas e sofrimento relacionados ao desastre que podem resultar da tempestade. Esta proclamação terminou em 31 de julho. Em 25 de julho, avisos de furacão foram colocados em vigor para Oahu e Kauai, enquanto avisos de tempestade tropical foram emitidos para Big Island e Maui conforme a previsão da rota de Douglas se tornava mais definitiva. Sirenes de emergência soaram em Oahu e Maui em 26 de julho, enquanto Douglas se aproximava das ilhas. O presidente dos Estados Unidos, Donald Trump, emitiu uma declaração de emergência para todo o estado em preparação para o furacão. No Oahu, 13 abrigos de emergência foram abertos em toda a ilha para os necessitados.
Apesar da passagem próxima de Douglas para as ilhas havaianas, muitas das ilhas foram poupadas do pior do furacão, pois apenas a fraca parede do olho do sul de Douglas roçou as ilhas. Os danos gerais foram relativamente pequenos, no entanto, a tempestade e as chuvas causaram inundações moderadas em Kauai e Oahu. Os ventos nunca ultrapassaram a força do furacão, embora um rajada de vento com 69 mph ocorreu em Maui. O total de chuvas também chegou a 6 polegadas em Maui e Oahu. O prefeito de Maui, Mike Victorino, afirmou: "Você pode ver praticamente o céu limpo. Estamos muito gratos. Estou grato por ter passado por nós com pouquíssimos danos e pouquíssimos incidentes. "